# Natálie Schwamová
Natálie Schwamová, född 21 augusti 1999, är en tjeckisk pianist och vinnare av tjeckiska musiktävlingar.
Vid fem års ålder började hon spela och improvisera. Från 2005 till 2009 erhöll hon pianolektioner av Libuše Tichá i Prag.
Under år 2010 bodde hon med sina föräldrar i Argentina och studerade då under ledning av den välkända argentinska pianisten och kompositören Pía Sebastiani.
Från början av 2011 var hon student vid ZUŠ Jižní Město i Prag, där hon studerade under Milan Langr.
År 2013 studerade hon under František Malý i Prag.
Natálie Schwamová har regelbundet deltagit i inhemska och internationella pianotävlingar sedan början av sin musikaliska karriär.